# Círculo máximo

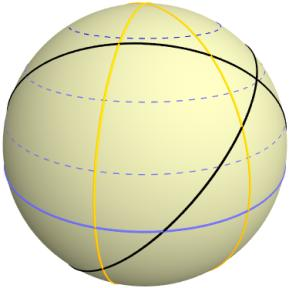
Círculos máximos sobre uma esfera.

Círculo máximo (ou grande círculo) é o círculo traçado sobre a superfície de uma esfera com o mesmo perímetro de sua circunferência, dividindo-a em dois hemisférios iguais.
O círculo máximo é o círculo de maior diâmetro, e por isso o de maior perímetro, que pode ser traçado sobre a superfície de uma esfera.
Essa condição tem uso prático em navegação astronômica, já que o cruzamento de um terceiro círculo máximo traçados ligando dois meridianos sobre a superfície da terra são fundamentais nas  equações trigonométricas na resolução de triângulos de posição (ver Navisfera de Wilson). Assim como, o arco de circulo máximo liga um navegante ao polo terrestre da mesma forma o azimute que liga o navegador ao brilho da estrela, refletido no mar, é o mesmo arco de círculo máximo projetado na esfera celeste , que liga o navegante a estrela.
Dois pontos da superfície de uma esfera são sempre unidos por um arco do círculo máximo, já que a projeção desse tem, na geometria esférica, uma topologia análoga à de uma linha recta traçada sobre um plano.

## O círculo máximo na geografia e astronomia
Na geografia antiga, tanto os mapas celestes quanto os terrestres eram desenhados, em pequenas dimensões, com rosas-dos-ventos no lugar dos meridianos, e cada azimute da rosa-dos-ventos era parte de um círculo máximo que se entrecruzava, diagonalmente, nos referidos mapas. Foi a partir da projeção Mercador e René Descartes que os mapas passaram a ser representados num plano em vez de num globo ou semi-esfera.
Esse modo de representação do mundo esférico numa terra plana veio a introduzir diversas deformações nas rosas-dos-ventos, segundo a latitude, impossibilitando prolongar seus raios sobre a seção dos círculos máximos.

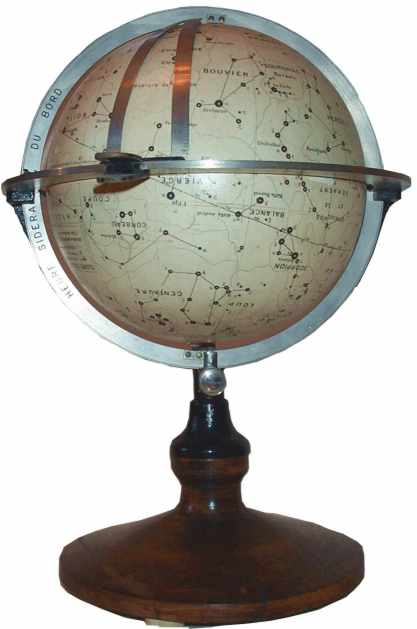
Uma navisfera celeste

Como o círculo máximo é a linha reta traçada sobre a superfície terrestre que, passando por dois pontos quaisquer, dividiria o globo em  duas partes iguais, com exceção dos meridianos, a partir das coordenadas quadriculadas de René Descartes esses círculos deixaram de constar nos mapas.
Os meridianos e o equador são exemplos de círculos máximos traçados sobre a superfície da Terra, e os círculos paralelos que cruzam com os meridianos originários da rotação do planeta são gradativamente menores à medida que se afastam da equador em direção aos polos ou de qualquer meridiano. Isso resulta de uma das propriedades dos círculos máximos: nenhum círculo que esteja inscrito num plano paralelo àquele onde esteja inscrito um círculo máximo pode ser maior do que este, e esses círculos menores são chamados individualmente círculo das alturas iguais (impropriamente classificados como pequenos círculos) tendo em vista tratar-se da projeção do raio de luz de uma estrela.
Outros exemplos de círculos máximos são o horizonte (no sentido astronômico ), o equador celeste e a eclíptica.

## O círculo máximo na navegação
O círculo máximo, neste contexto geralmente referido pelo grande círculo, contém numa superfície esférica, como a da Terra, a rota com a menor curvatura que une dois pontos, e portanto a distância mais curta, sobre a superfície, que os permite ligar. Essa rota é em geral designada por ortodrómica ou por rota de grande círculo, e é aquela que, de forma aproximada, é percorrida pelas aeronaves e navios em viagens de longo curso
O uso de ortodrómicas leva a que as rotas seguidas quando marcadas sobre cartas planas, como acontece nas revistas de bordo dos aviões, pareçam longas curvas com a concavidade virada para a linha do equador. Tal explica a razão porque numa viagem entre os dois lados do Atlântico Norte o avião suba em latitude, e que numa viagem entre a Europa e o Japão as rotas cruzem as zonas circumpolares do Árctico.